# Bogalhal Velho

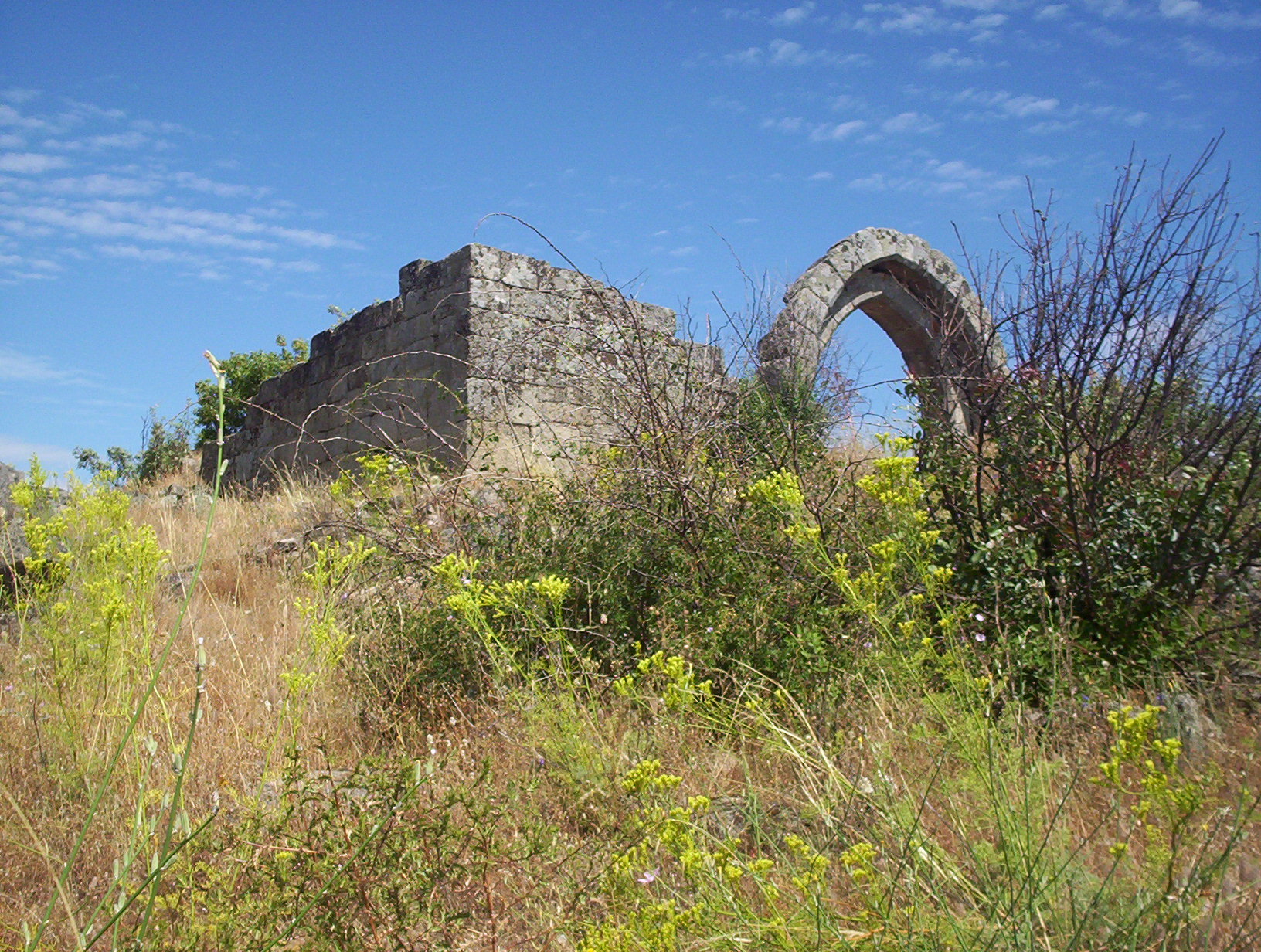
Ruínas do Bogalhal Velho

Denominada anteriormente por Santa Maria de Porto de Vide, a aldeia medieval de Bogalhal Velho situa-se na freguesia do Bogalhal, no Município de Pinhel.
Esta aldeia abandonada situa-se num quadro paisagístico extremamente belo, encontrando-se numa colina com vista para a Ribeira das Cabras (que perto se junta com o Rio Côa) e para a Serra da Marofa.
De origem medieval, só restam ruínas de um edifício que se presume ter sido uma igreja, tendo um grande valor histórico.